# Henri Liipola
Henri Juho Aleksi Liipola (* 24. April 1994 in Koski Tl) ist ein finnischer Leichtathlet, der sich auf den Hammerwurf spezialisiert hat.

## Sportliche Laufbahn
Erste internationale Erfahrungen sammelte Henri Liipola im Jahr 2018 bei den Europameisterschaften in Berlin, bei denen er mit einer Weite von 71,34 m in der Qualifikation ausschied. Im Jahr darauf nahm er an der Sommer-Universiade in Neapel teil und belegte dort mit 70,32 m den siebten Platz.
2017 und 2019 wurde Liipola finnischer Meister im Hammerwurf.